# Pure Holocaust
Pure Holocaust er det andet album af det norske sortmetalband Immortal. Albummet blev genudgivet i 1998 begrænset til 300 eksemplarer.

## Titelliste
1. «Unsilent Storms in the North Abyss» (03:14)
2. «A Sign For the Norse Hordes to Ride» (02:35)
3. «The Sun No Longer Rises» (04:20)
4. «Frozen by Icewinds» (04:40)
5. «Storming Through Red Clouds and Holocaustwinds» (04:40)
6. «Eternal Years on the Path to the Cemetary Gates» (03:30)
7. «As the Eternity Opens» (05:31)
8. «Pure Holocaust» (05:17)

## Kunstnere
- Demonaz Doom Occulta – guitar
- Abbath Doom Occulta – bas, trommer og vokal